# Муелас-де-лос-Кабальєрос
Муелас-де-лос-Кабальєрос (ісп. Muelas de los Caballeros) — муніципалітет в Іспанії, у складі автономної спільноти Кастилія-і-Леон, у провінції Самора. Населення — 205 осіб (2010).
Муніципалітет розташований на відстані близько 290 км на північний захід від Мадрида, 85 км на північний захід від Самори.
На території муніципалітету розташовані такі населені пункти: (дані про населення за 2010 рік)
- Донадо: 27 осіб
- Грамедо: 27 осіб
- Муелас-де-лос-Кабальєрос: 151 особа

## Демографія
Динаміка населення (INE ):